# Lauren Mayberry
Lauren Eve Mayberry (Thornhill, Stirling; 7 de octubre de 1987) es una cantante, compositora, multiinstrumentista y periodista británica, conocida por ser la vocalista de la banda de synthpop proveniente de Glasgow; Chvrches.

## Biografía
Lauren Mayberry completó la licenciatura de derecho en la Universidad de Strathclyde, seguida de un máster en periodismo en 2010. Esto la llevó a una carrera en periodismo independiente. Mayberry toca el piano desde que era una niña y la batería desde que era adolescente. Desde los quince a los veintidós años Lauren participó como baterista en varias bandas.
Antes de Chvrches, Mayberry estuvo involucrada en dos grupos locales, Boyfriend/Girlfriend y Blue Sky Archives. En este último, Lauren fue vocalista, baterista y tecladista del grupo. Como miembro de Blue Sky Archives, Lauren Mayberry también hizo un cover de la canción «Killing in the Name», de Rage Against the Machine, la cual fue lanzada como sencillo independiente.
En septiembre de 2011, Iain Cook de Aereogramme y The Unwinding Hours produjo el EP  Triple  A-Side de Blue Sky Archives. Cook empezó un nuevo proyecto con su amigo Martin Doherty y le pidió a Lauren Mayberry que realizara unas pruebas. Compusieron durante varios meses en un estudio en Glasgow. Cook, Mayberry y Doherty decidieron formar una nueva banda después del éxito de las sesiones. El grupo escogió el nombre de Chvrches, usando una “v” para distinguirse de “churches” (iglesias en inglés) en las búsquedas en Internet.
En 2013, la banda firmó con Glassnote Records después de lanzar las canciones «Lies» y «The Mother We Share» en 2012. Su EP debut, Recover, se lanzó en 2013; poco después lanzarían su primer álbum, The Bones of What You Believe, el 20 de septiembre de 2013.
Mayberry es conocida por sus labores feministas. En septiembre de 2013 escribió un artículo para The Guardian como respuesta a varios mensajes misóginos que había recibido en Internet. 
Asimismo, es la fundadora del grupo feminista TYCI, formado en Glasgow. Su trabajo con la organización incluye artículos en la revista en línea y en el blog de la misma organización, y también puede ser escuchada regularmente en los pódcast de TYCI y en el programa mensual de radio presentado por Subcity Radio.

## Discografía

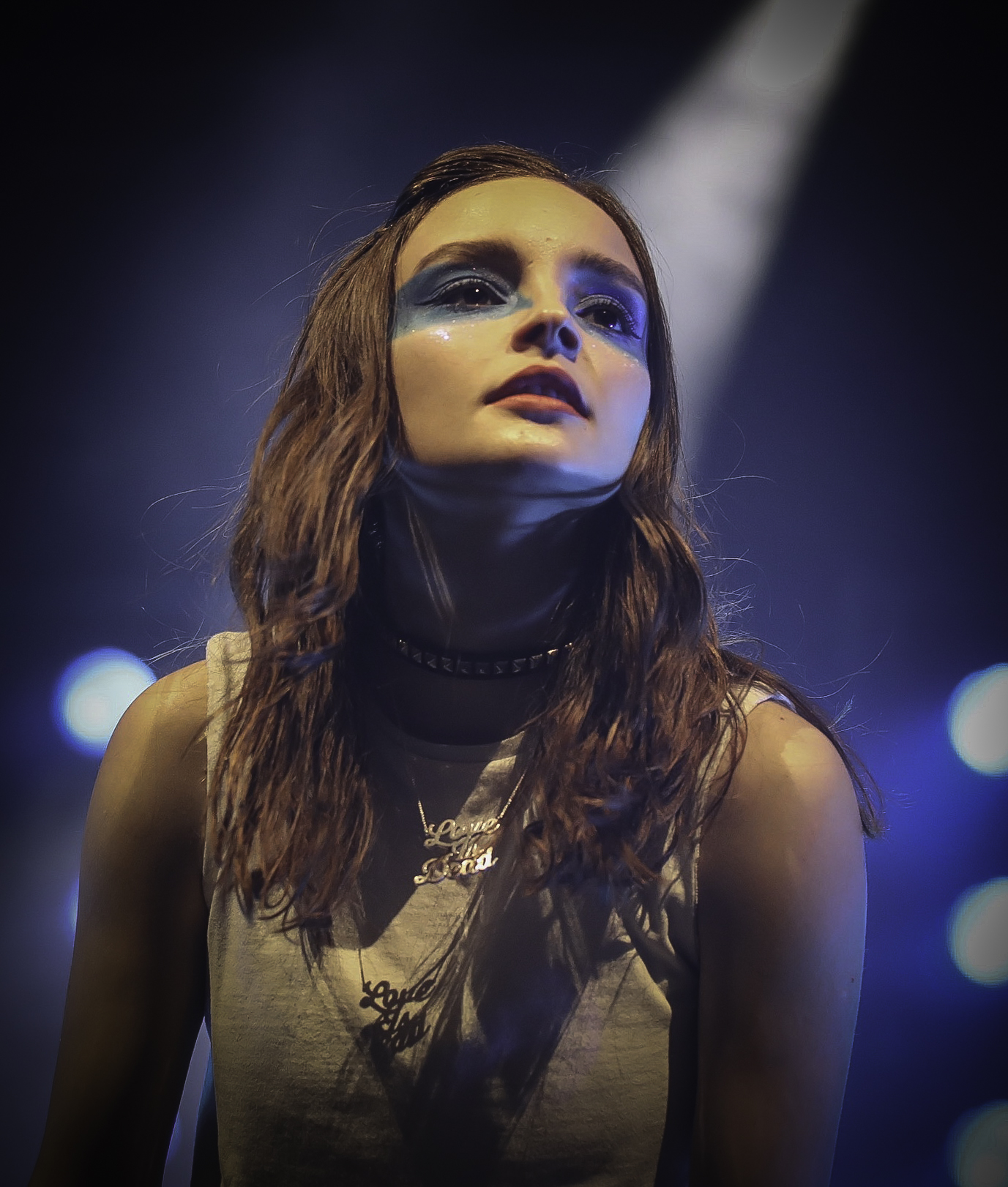
Lauren Mayberry en el Tour Live del álbum Love is Dead realizado en Palace Theatre, St Paul, Minnesota en 2018.

### Solo
- Vicious Creature (2024)

### Con Boyfriend/Girlfriend
- Kill Music EP[10] (2007)
- Optimism EP (2008)

### Con Blue Sky Archives
- Blue Sky Archives EP (2010)
- Plural EP (2011)
- Killing in the Name (2011)
- Triple A-Side EP (2012)

### Con Chvrches
- The Bones of What You Believe (2013)
- Every Open Eye (2015)
- Love Is Dead (2018)
- Screen Violence (2021)